# Tatsuya Yazawa
Tatsuya Yazawa (谷澤 達也?, Yazawa Tatsuya; Shizuoka, 3 ottobre 1984) è un ex calciatore giapponese, di ruolo centrocampista.